# Jon English
Jonathan James "Jon" English (Hampstead, 26 marzo 1949 – Newcastle, 9 marzo 2016) è stato un cantautore e attore australiano.

## Discografia

### Album in studio
- 1973 - Wine Dark Sea
- 1974 - It's All a Game
- 1976 - Hollywood Seven
- 1977 - Minutes to Midnight
- 1978 - Words Are Not Enough
- 1980 - Calm Before the Storm
- 1981 - In Roads
- 1982 - Jokers and Queens (con Marcia Hines)
- 1983 - Some People...
- 1987 - Dark Horses
- 1989 - Busking

### Colonne sonore
- 1978 - Against the Wind (con Mario Millo)

### Album dal vivo
- 1982 - Beating the Boards
- 2012 - The Rock Show
- 2024 - Live at Billboard 1981 (con The Foster Brothers)

### Raccolte
Lista parziale
- 1979 - English History
- 1983 - Modern English: 16 Great Hits
- 1993 - The Best of Jon English
- 2011 - Six Ribbons - The Ultimate Collection

## Filmografia parziale

### Cinema
- Toccata e fuga (Touch and Go), regia di Peter Maxwell (1980)
- Walk the Talk, regia di Shirley Barrett (2000)

### Televisione
- Against the Wind - serie TV, 11 episodi (1978)
- All Together Now - serie TV, 101 episodi (1991-1993)

## Teatro
Lista parziale
- Jesus Christ Superstar (1972-1975, 1979) - ha interpretato Giuda Iscariota nella versione australiana
- The Pirates of Penzance (1984-1986)
- Big River (1988)
- The Mikado (1995-1996)
- H.M.S. Pinafore (1997)
- A Funny Thing Happened on the Way to the Forum (1998-1999)
- Hairspray (2013)
- Monty Python's Spamalot (2014)